# Getterbach
Der Getterbach ist ein 7,3 Kilometer langer linker Zufluss des Emmerbachs im Flusssystem der Werse in Münster/Westfalen.

## Verlauf
Der Bachlauf beginnt an einem Graben östlich der A1 im Münsteraner Stadtteil Mecklenbeck. Der Bach fließt in östliche Richtungen und bildet dabei zunächst die südliche Bebauungsgrenze von Mecklenbeck, wendet sich dann nach Südosten und unterquert die Bundesstraße 51. Er nimmt bei der Kläranlage Geist von links den Galgenbach auf. Der Bach unterquert den Kappenberger Damm, nimmt von links den Loozbach auf und fließt nördlich an Haus Getter vorbei, wo von links der Kleibach zufließt. Er unterquert den Dortmund-Ems-Kanal mit einem Düker und mündet kurz darauf bei Amelsbüren in den Emmerbach, welcher in die Werse abfließt.

## Gewässerqualität
Mitverantwortlich für die schlechte Gewässerqualität war 2012 nach Einschätzung der Bezirksregierung die von der Stadt Münster betriebene Kläranlage. Als sich bei Gewässerproben herausstellte, dass Galgenbach und Getterbach nach Einleitung der gereinigten Kläranlagen-Abwässer stärker mit Phosphor, Stickstoff und weiteren Stoffen belastet waren als vor der Einleitung, senkte die Behörde die Schadstoff-Grenzwerte für die Abwässer. Die dagegen gerichtete Klage der Stadt Münster blieb ohne Erfolg.

## Namensgeber
Nach dem Getterbach ist die Straße „Am Getterbach“ sowie eine Pudelzucht in Mecklenbeck benannt.

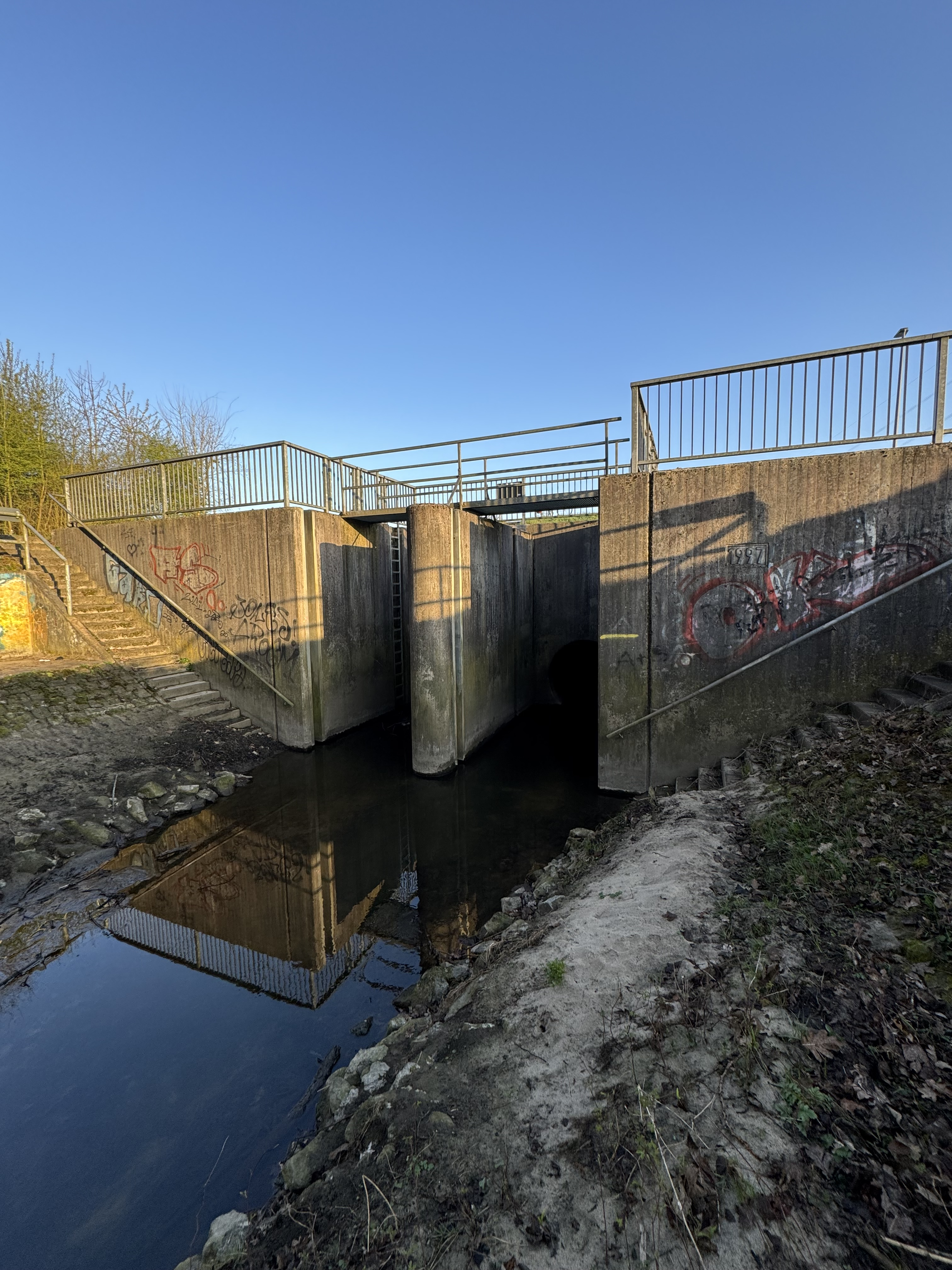
Düker am Dortmund-Ems-Kanal
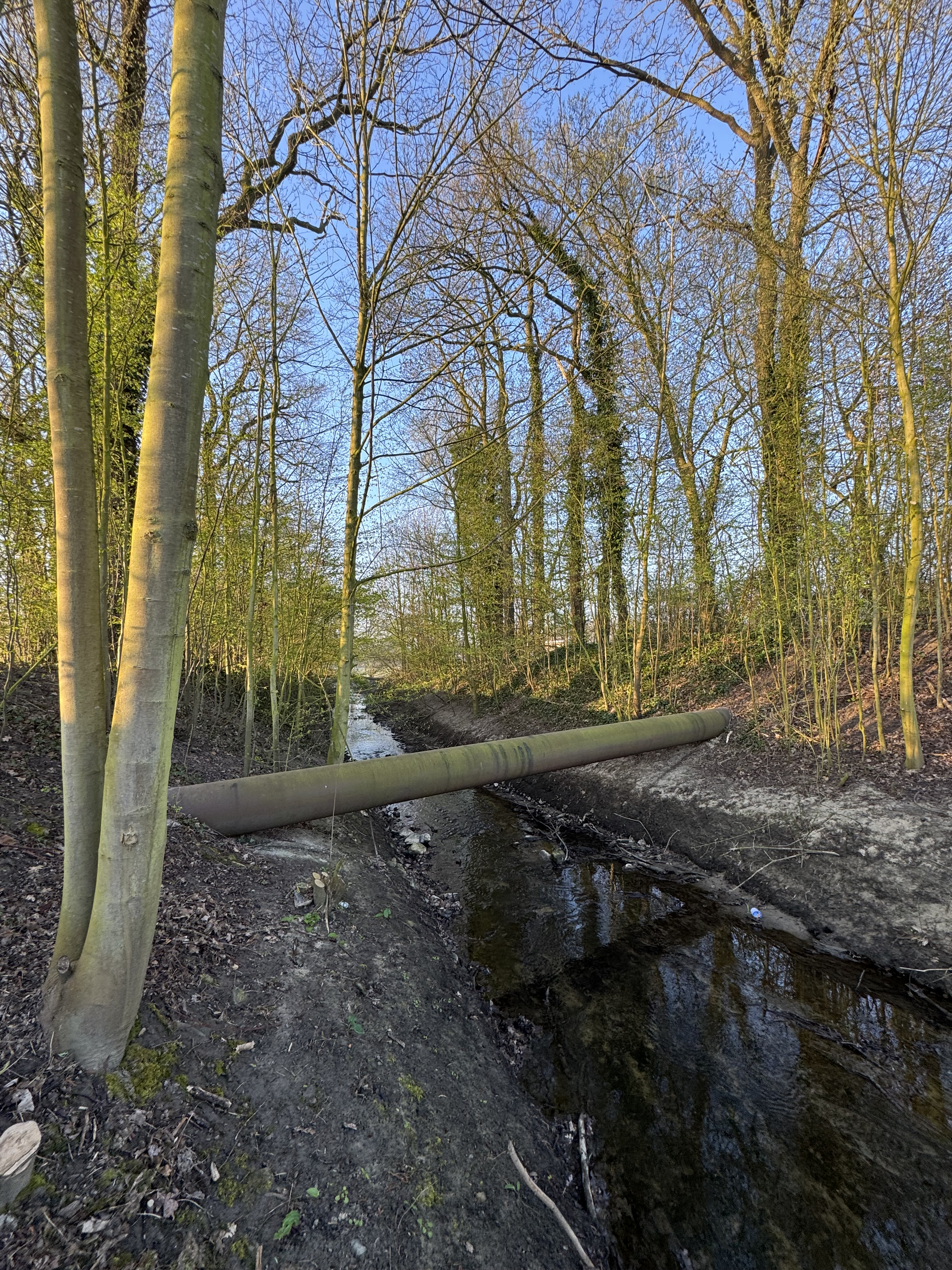
Kurz vor der Mündung in den Emmerbach